# Винсенс (залив)
Заливът Винсенс (на английски: Vincennes Bay) е залив в югоизточната част на море Моусън, част от акваторията на Индоокеанския сектор на Южния океан, край бреговете на Източна Антарктида, Бреговете Нокс и Бад на Земя Уилкс. Ширина на входа между носовете Нут (66°39′ ю. ш. 108°12′ и. д. / 66.65° ю. ш. 108.2° и. д.) на запад и Фолгер (66°08′ ю. ш. 110°44′ и. д. / 66.133333° ю. ш. 110.733333° и. д.) на изток 105 km, вдава се в континента на 120 km. Бреговата му линия е силно разчленена от по-малки заливи, полуострови и множество малки острови (Дейвис, Хатч, Уиндмил, Фрейхер, Донован и др.). От юг и югоизток в него се „вливат“ долинните ледници Джон Куинси Адамс и Вандерфорд. На източното му крайбрежие е разположен „оазисът“ Грирсон.
Бреговете на залива и островите в него са картирани на базата на направените аерофотоснимки през 1946 – 47 г. от американската антарктическа експедиция под ръководството на адмирал Ричард Бърд и е наименуван в чест на кораба „Винсенс“, флагманският кораб на американската околосветска експедиция (1832 – 42), възглавявана от Чарлз Уилкс, която през януари 1840 г. плава в тези води.